# Slöinge socken
Slöinge socken i Halland ingick i Årstads härad, ingår sedan 1971 i Falkenbergs kommun och motsvarar från 2016 Slöinge distrikt.
Socknens areal är 20,82 kvadratkilometer, varav 20,09 land. År 2000 fanns här 1 161 invånare. Tätorten Slöinge med sockenkyrkan Slöinge kyrka ligger i socknen. 

## Administrativ historik
Slöinge socken har medeltida ursprung.
Vid kommunreformen 1862 övergick socknens ansvar för de kyrkliga frågorna till Slöinge församling och för de borgerliga frågorna till Slöinge landskommun. Landskommunen inkorporerades 1952 i Årstads landskommun som 1971 uppgick i Falkenbergs kommun. Församlingen uppgick 1 januari 2010 i Susedalens församling.
1 januari 2016 inrättades distriktet Slöinge, med samma omfattning som församlingen hade 1999/2000.  
Socknen har tillhört fögderier och domsagor enligt Årstads härad. De indelta båtsmännen tillhörde Södra Hallands första båtsmanskompani.

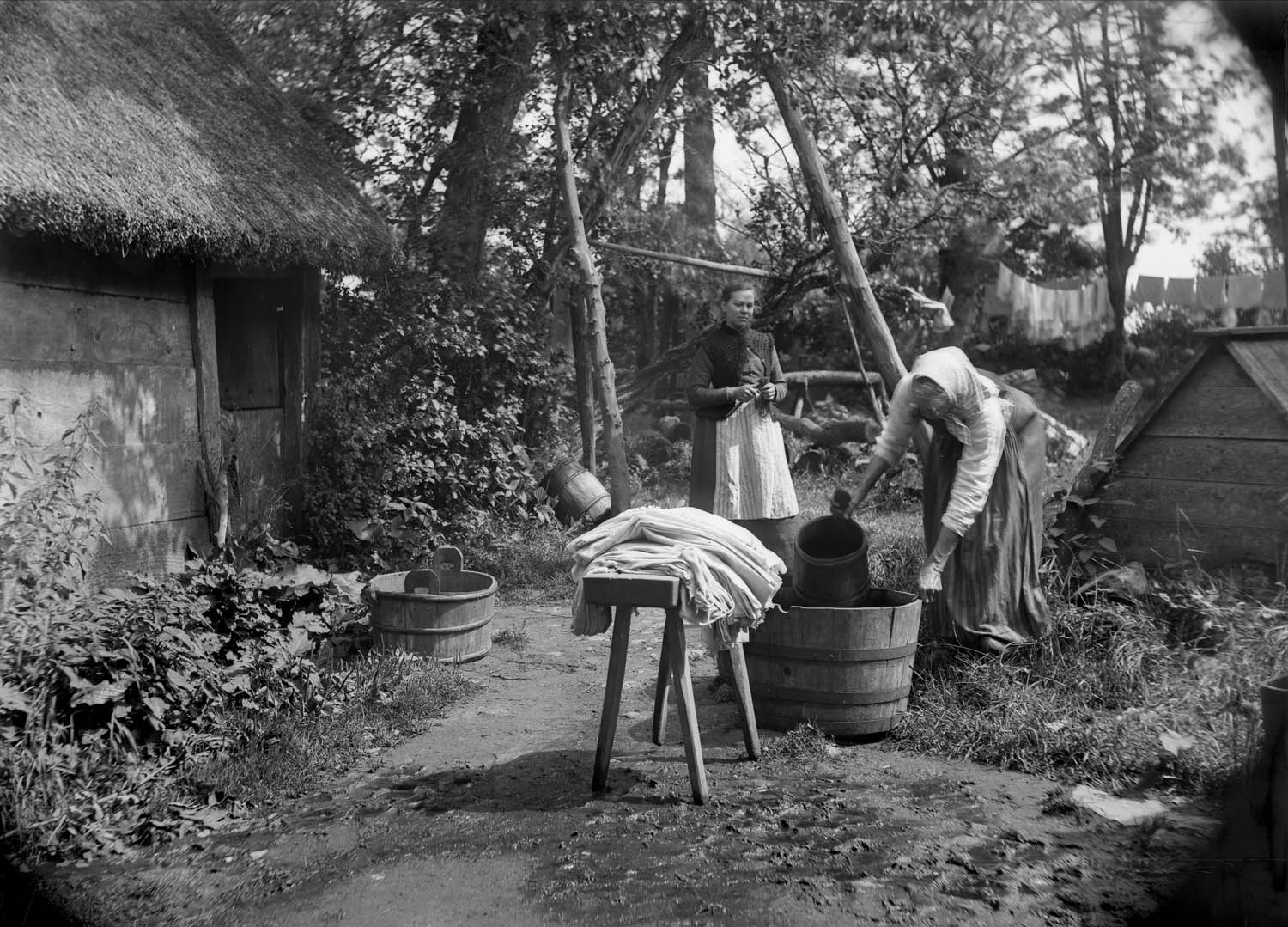
Gård i Oktorps by, Slöinge socken. Fotot taget kort innan gården flyttades till Skansen i Stockholm 1896.

## Geografi och natur
Slöinge socken ligger kring Suseån, sydost om Falkenberg. Socknen är en slättbygd.
Suseån är även namnet på kommunalt naturreservat som delas med Asige socken i Falkenbergs kommun och Getinge socken i Halmstads kommun.
I kyrkbyn Slöinge fanns förr ett gästgiveri.

## Fornlämningar
Från stenåldern finns omkring 25 boplatser. Från bronsåldern finns högar, gravrösen och skålgropsstenar. Från järnåldern finns gravar, stensättningar och en domarring. En bronsyxa har påträffats vid Lundby.

## Namnet
Namnet (1396 Slönge, 1467 Slynge) kommer från kyrkbyn. Namnet tolkning är oviss.

## Befolkningsutveckling
| Befolkningsutvecklingen i Slöinge socken 1750–1990                                                      | Befolkningsutvecklingen i Slöinge socken 1750–1990 | Befolkningsutvecklingen i Slöinge socken 1750–1990 | Befolkningsutvecklingen i Slöinge socken 1750–1990 | Befolkningsutvecklingen i Slöinge socken 1750–1990 |
| --- | -------------------------------------------------- | -------------------------------------------------- | -------------------------------------------------- | -------------------------------------------------- |
| |                                                    |                                                    |                                                    |                                                    |
| År |                                                    |                                                    | Folkmängd                                          |                                                    |
| 1750 | 1750                                               |                                                    | 424                                                |                                                    |
| 1760 | 1760                                               |                                                    | 435                                                |                                                    |
| 1769 | 1769                                               |                                                    | 450                                                |                                                    |
| 1800 | 1800                                               |                                                    | 417                                                |                                                    |
| 1810 | 1810                                               |                                                    | 482                                                |                                                    |
| 1820 | 1820                                               |                                                    | 537                                                |                                                    |
| 1830 | 1830                                               |                                                    | 582                                                |                                                    |
| 1840 | 1840                                               |                                                    | 600                                                |                                                    |
| 1850 | 1850                                               |                                                    | 584                                                |                                                    |
| 1860 | 1860                                               |                                                    | 644                                                |                                                    |
| 1870 | 1870                                               |                                                    | 700                                                |                                                    |
| 1880 | 1880                                               |                                                    | 848                                                |                                                    |
| 1890 | 1890                                               |                                                    | 998                                                |                                                    |
| 1900 | 1900                                               |                                                    | 1 193                                              |                                                    |
| 1910 | 1910                                               |                                                    | 1 380                                              |                                                    |
| 1920 | 1920                                               |                                                    | 1 341                                              |                                                    |
| 1930 | 1930                                               |                                                    | 1 398                                              |                                                    |
| 1940 | 1940                                               |                                                    | 1 243                                              |                                                    |
| 1950 | 1950                                               |                                                    | 1 240                                              |                                                    |
| 1960 | 1960                                               |                                                    | 1 207                                              |                                                    |
| 1970 | 1970                                               |                                                    | 1 139                                              |                                                    |
| 1980 | 1980                                               |                                                    | 1 136                                              |                                                    |
| 1990 | 1990                                               |                                                    | 1 147                                              |                                                    |
| Anm: Källor: Umeå universitet - Tabellverket 1749-1859, Demografiska databasen, CEDAR, Umeå universitet |                                                    |                                                    |                                                    |                                                    |